# Musée de la Légion d'honneur
Le musée de la Légion d'honneur est un musée national français d'art et d'histoire consacré aux ordres de chevalerie et de mérite, décorations et médailles, tant français qu'étrangers. Il est situé dans l'hôtel de Salm dans le 7e arrondissement de Paris.

## Historique
Le musée a été créé à l’initiative du général Dubail, Grand Chancelier de la Légion d'honneur et financé grâce à une souscription ouverte parmi les légionnaires et les médaillés militaires, dont le succès fut particulièrement vif aux États-Unis. Il a été inauguré en 1925. Au noyau initial des collections, composé du fonds de la Grande Chancellerie, de dépôts des musées nationaux, se sont ajoutés, au fil du temps, de nombreux dons de collectionneurs (collection Maurice Bucquet (1860-1921), collection La Tour d'Auvergne Lauragais, collection Pierredon) mais également des dons effectués par des États étrangers afin de compléter les collections existantes [fédération de Russie, Pologne, etc.], enfin d'achats prestigieux et dations (écrin des décorations de Cambacérès en 1982, collier de l'ordre royal des Deux-Siciles d'Achille Murat en 2002).
À noter depuis 2008, le dépôt par Antonio Benedetto Spada de sa collection au musée : cette collection est sans doute la plus importante en main privée.

## Description
Le musée occupe une aile moderne élevée entre 1922 et 1925 sur l'emplacement des anciennes écuries de l'hôtel de Salm, donnant sur le parvis du musée d’Orsay. 
Le musée présente ses collections permanentes sur plusieurs niveaux, dans des espaces thématiques consacrés :
- à l'histoire du palais et à la création du musée ;
- aux ordres chevaleresques et religieux ;
- aux ordres royaux français ;
- à la Légion d'honneur, ordres impériaux et souvenirs du Premier Empire,
- aux ordres étrangers ;
- aux ordres, décorations et médailles français de 1789 à nos jours.

Il est à ce jour, le seul musée consacré à la phaléristique.

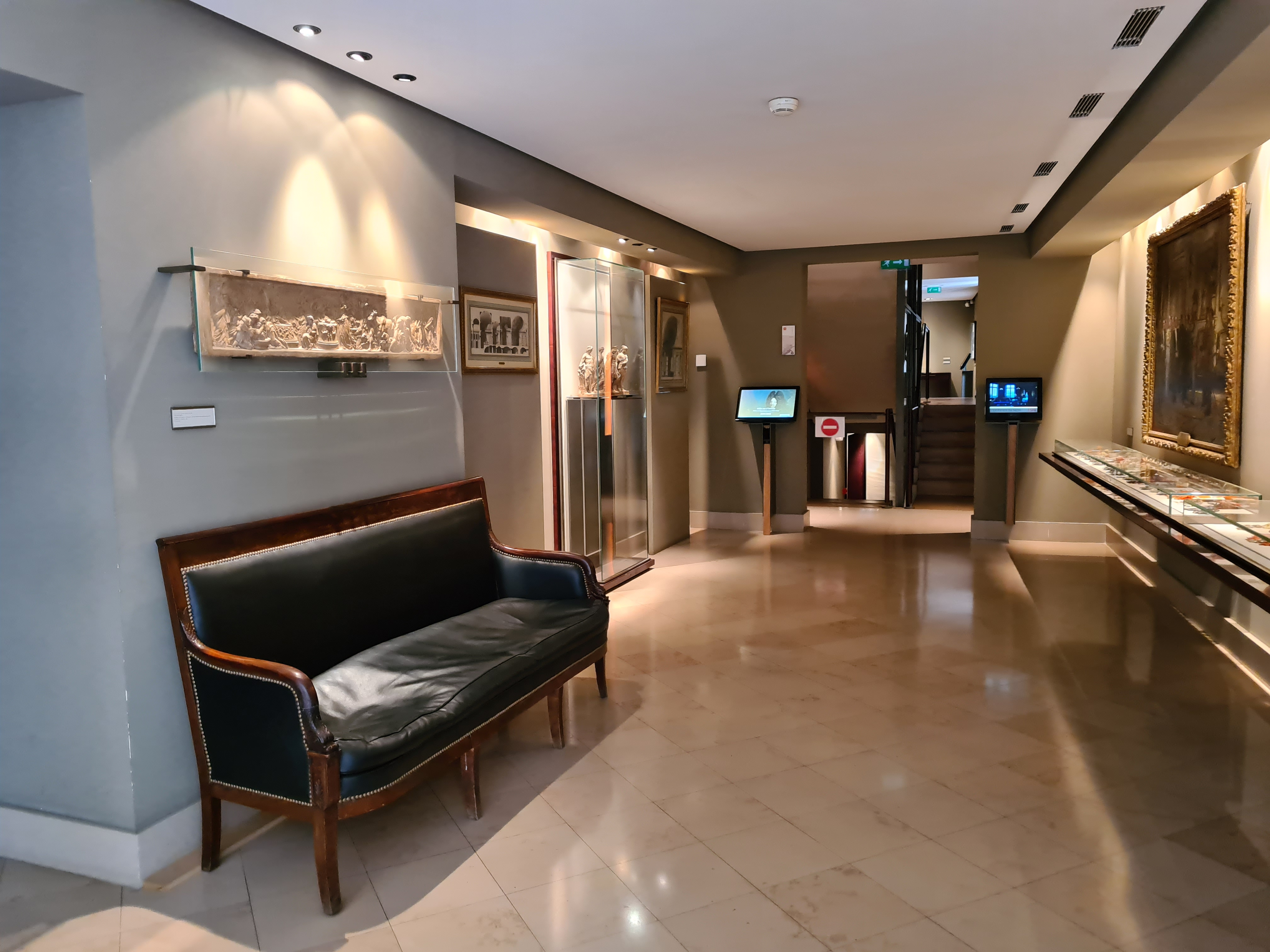
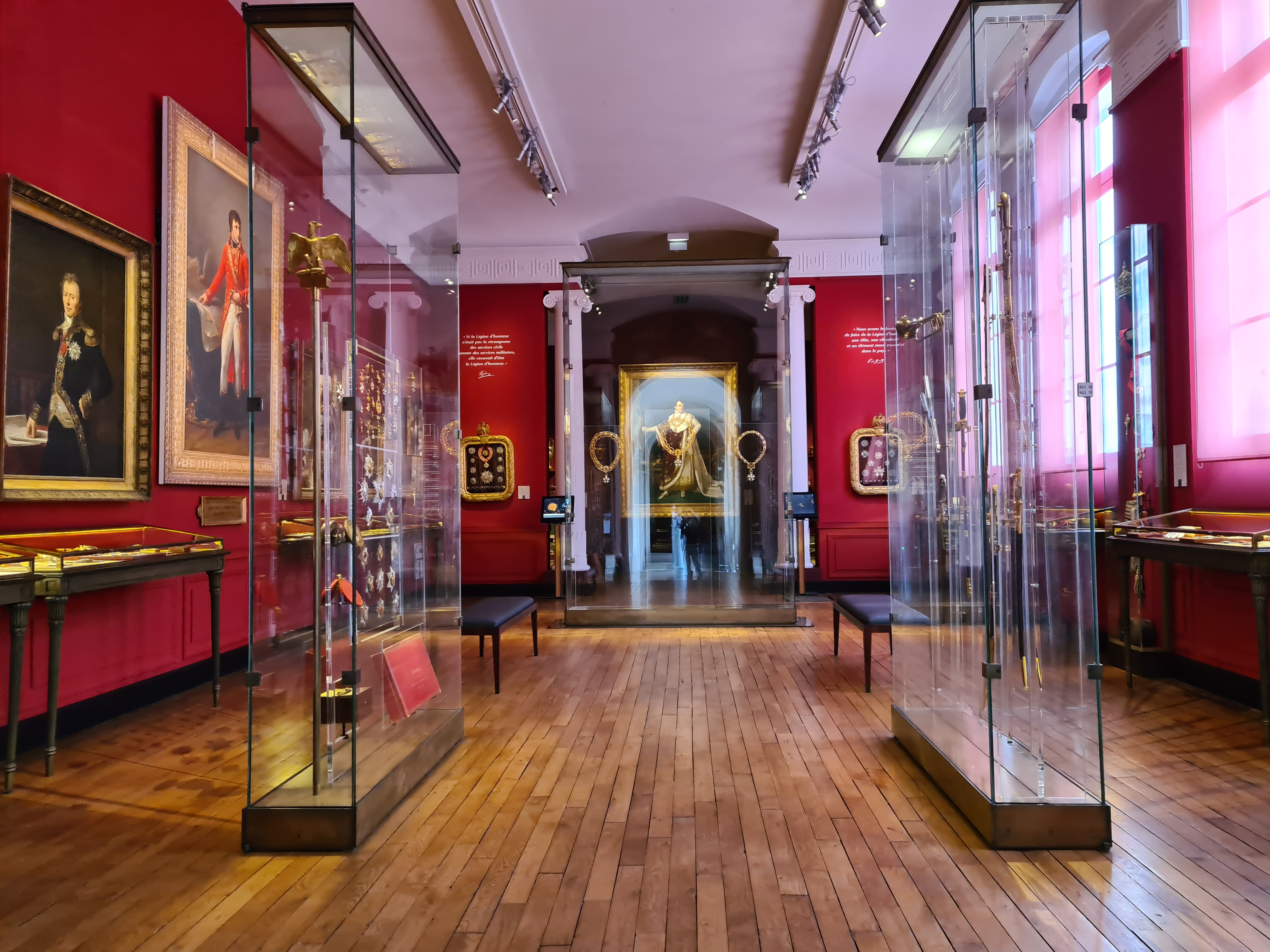
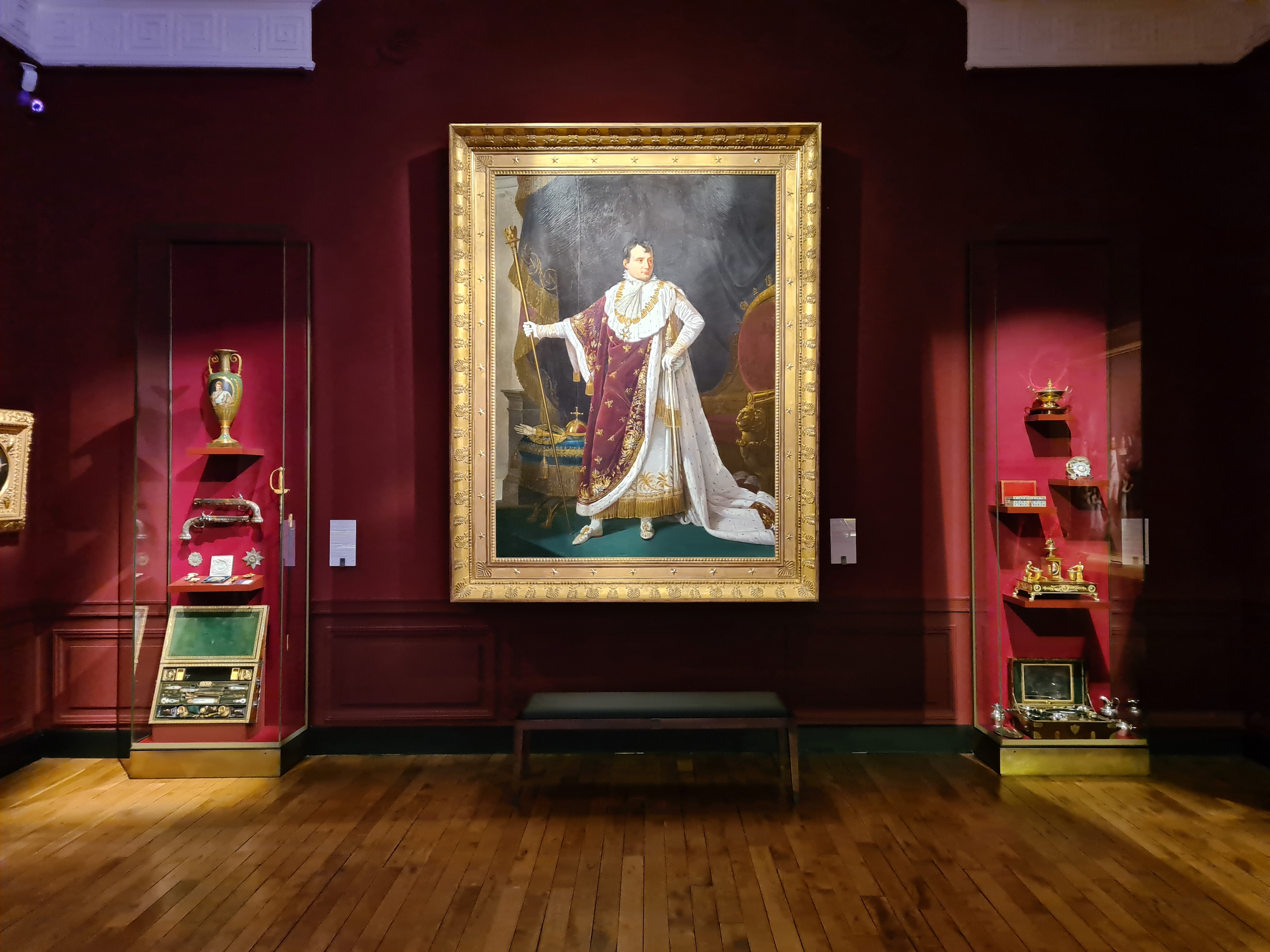
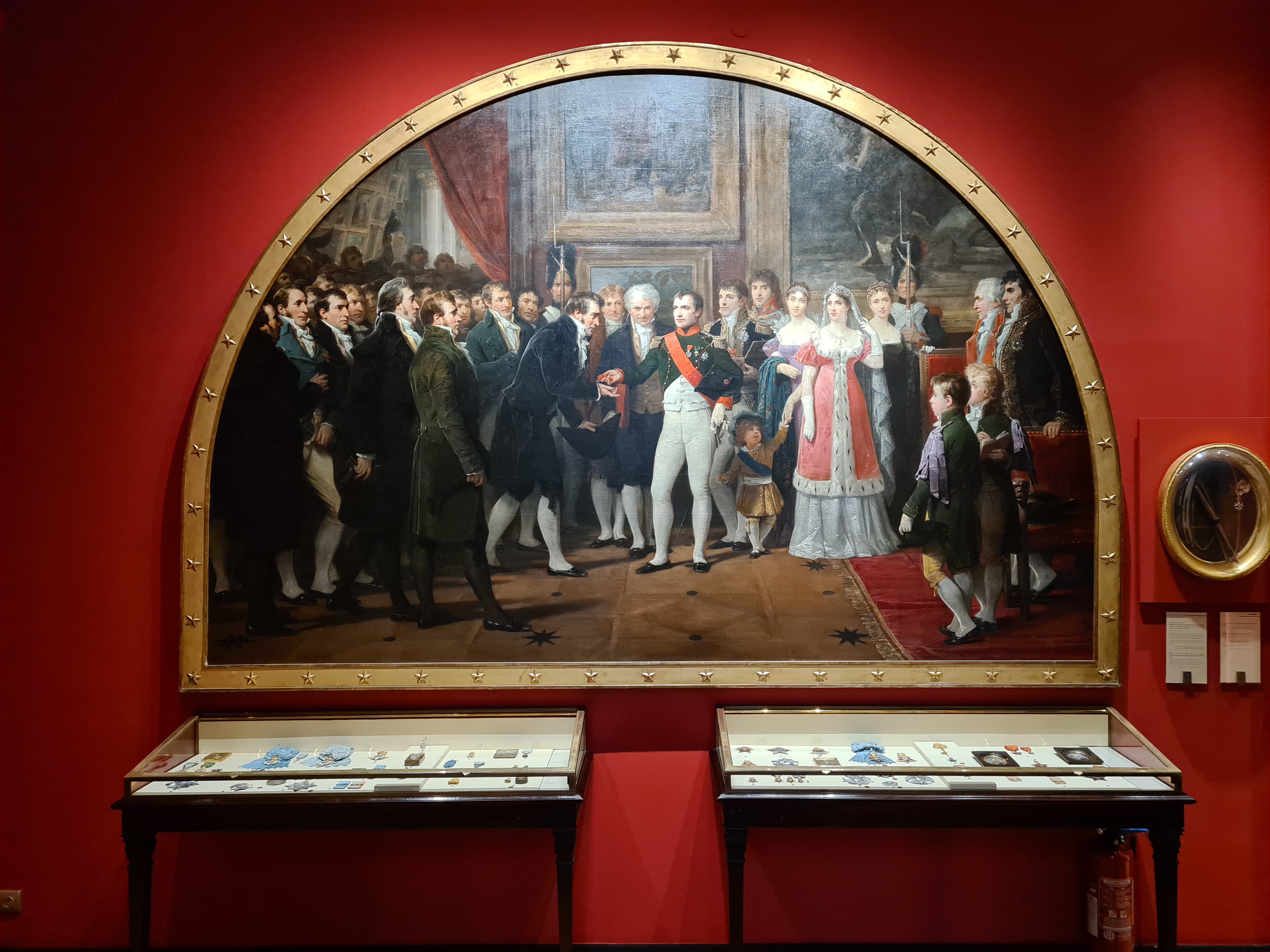
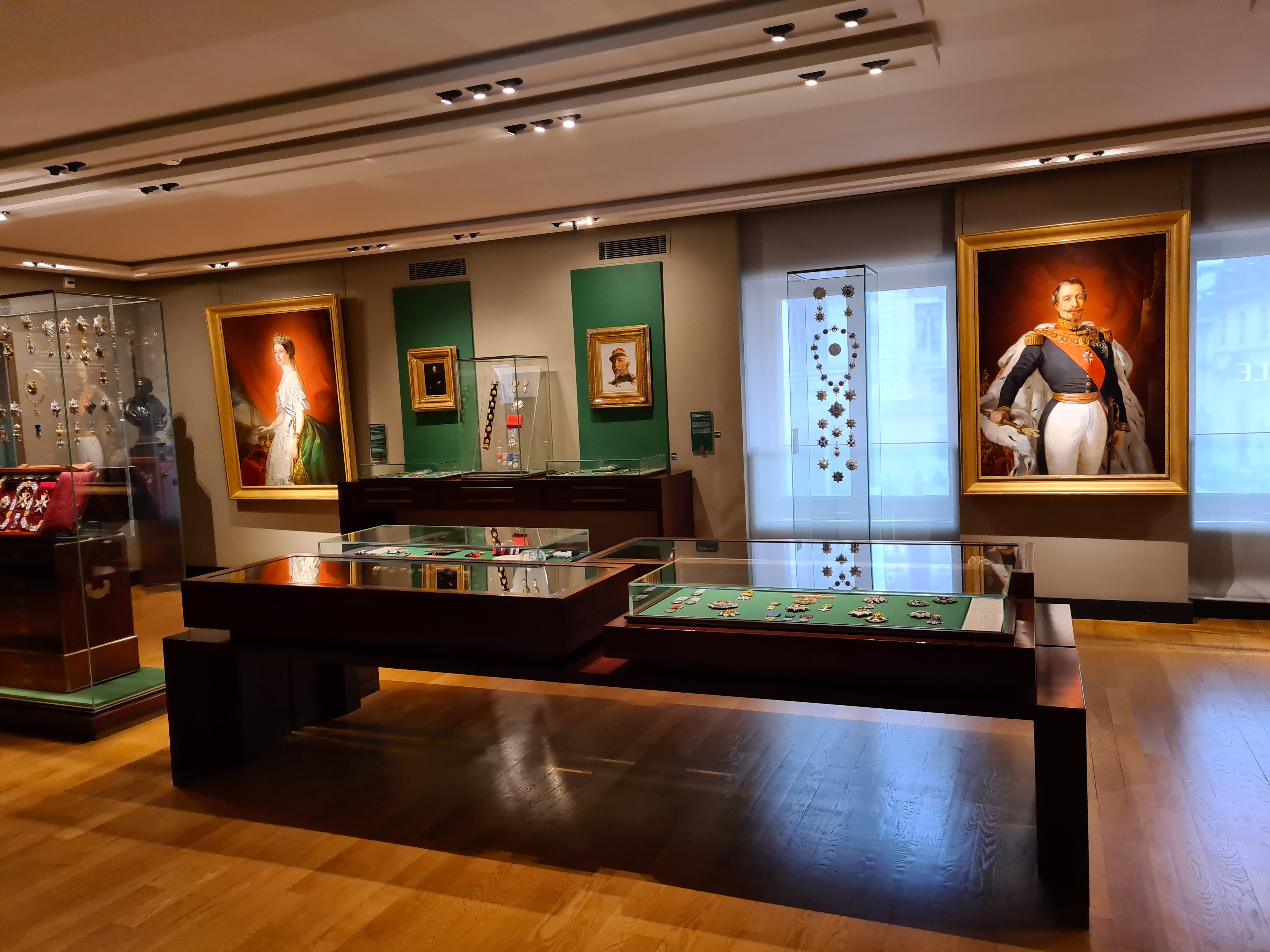
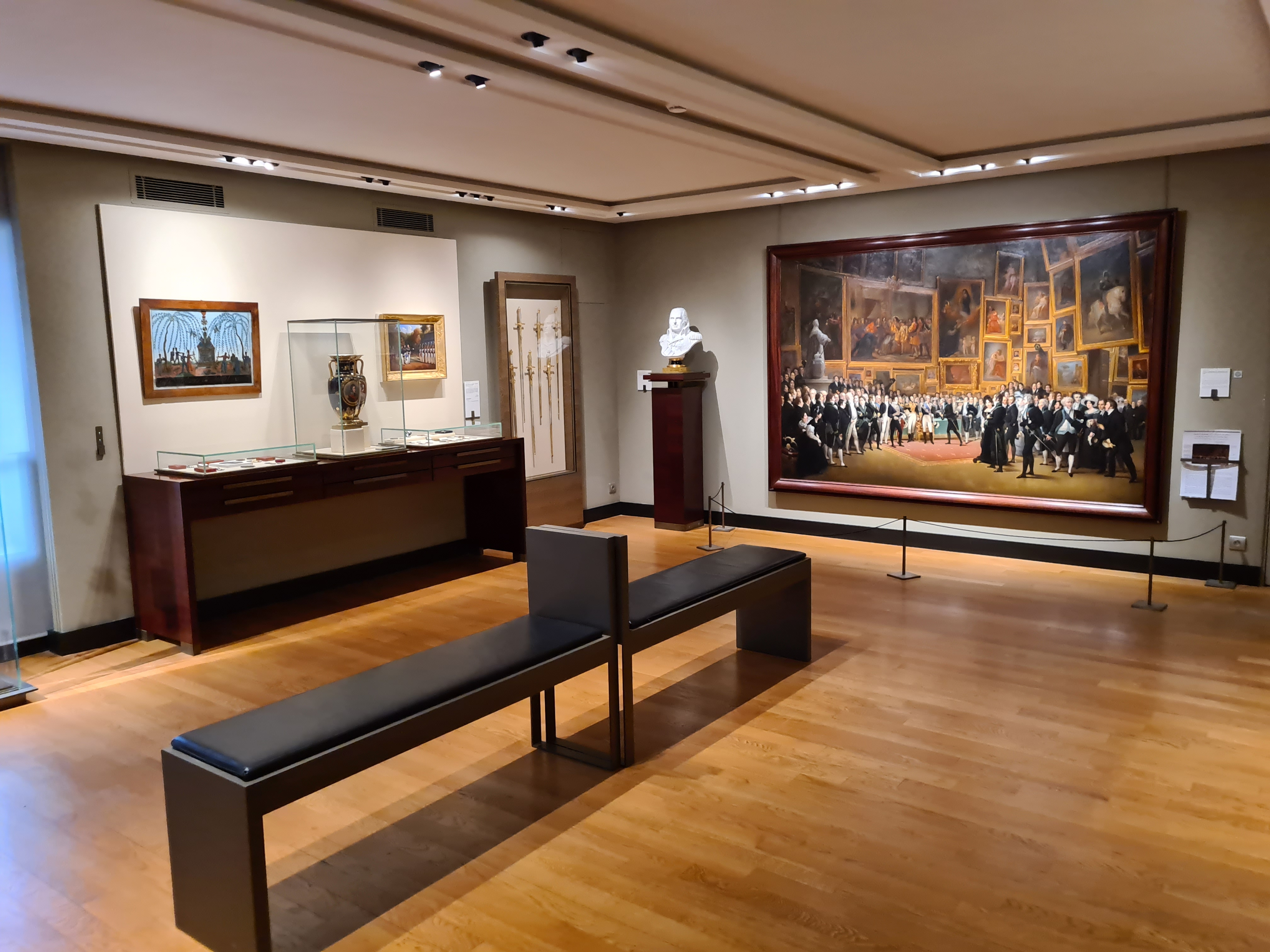
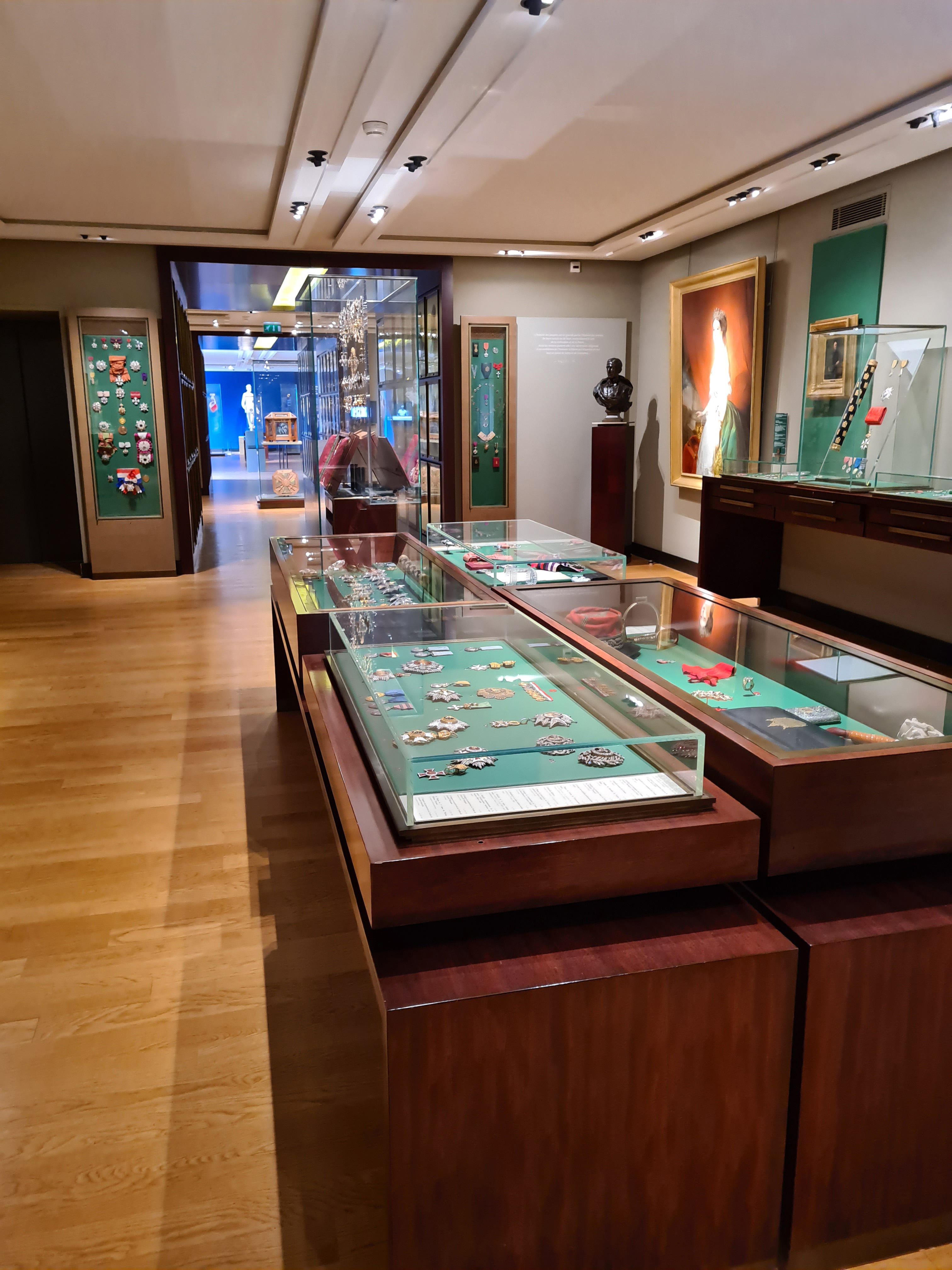

## Expositions
Le musée organise régulièrement des expositions de grande envergure, ainsi que des expositions-dossiers intéressant les ordres, décorations et médailles.
Pour mémoire, les anciennes grandes expositions présentées au musée ont été :
- 1968 - Napoléon et la légion d'honneur (du 20 mars au 20 juin 1968) ;
- 1970-1971 - La Renaissance du culte de saint Louis au XVIIe siècle : l'Ordre militaire, la Maison royale de Saint-Cyr (de novembre 1970 à janvier 1971) ;
- 1973-1974 - Napoléon III raconté par les décorations (du 28 novembre 1973 au 27 janvier 1974) ;
- 1975-1976 - La Gloire et l'objet (du 6 décembre 1975 au 29 février 1976) ;
- 1977-1988 - Le Général Catroux : 1877-1969 (de décembre 1977 à février 1978) ;
- 1979-1980 - Le Prince impérial : 1856-1879 (du 8 décembre 1979 au 2 mars 1980) ;
- 1988-1989 - L'ordre de Malte et la France (du 22 décembre 1988 au 19 mars 1989) ;
- 1991 - Autour de l'ordre de la Toison d'Or et de l'ordre de Charles III ;
- 1993 - L'Aiglon (du 20 mars au 13 juin 1993) ;
- 1994 - L'ordre du Saint-Esprit ;
- 1997 - Grands colliers, l'orfèvrerie au service d'un idéal (du 3 juin au 16 novembre 1997) ;
- 1998 - L'Égypte à Paris (du 15 janvier au 12 avril 1998)
- 2008-2009 - Honneur & Gloire, les trésors de la collection Spada (du 19 novembre 2008 au 20 septembre 2009) ;
- 2011 - Écrins impériaux, splendeurs diplomatiques du Second Empire (du 19 janvier au 29 mai 2011), qui présentait les écrins comprenant les ordres, décorations et médailles décernés à Napoléon III, son fils le prince impérial, ainsi que les décorations du maréchal Vaillant et de l'impératrice ;
- 2012 - La berline de Napoléon, le mystère du butin de Waterloo (du 7 mars au 8 juillet 2012), présentait autour d'une des berlines personnelles de l'empereur prise à Waterloo en juin 1815, de nombreux éléments du butin, dont la presque totalité des ordres français et étrangers décernés à Napoléon Ier ;
- 2013 - Le grand collier de la Légion d’honneur De Vincent Auriol à François Hollande qui présentait l’histoire et la symbolique d’universalité de cet insigne présenté au Président lors de son investiture. Dessins de joailliers, détails des médaillons allégoriques, films des cérémonies d’investiture sous la IVe et Ve Républiques, magazines et photos d’époque, portraits officiels, faisaient revivre le grand collier de la Légion d’honneur dont la version contemporaine est un écho des modèles du Premier Empire et de la IIIe République, également exposés au musée ;
- 2014 - De Gaulle et le Mérite - création d'un ordre républicain qui saluait le cinquantenaire de la création de l'ordre national du Mérite 1963-2013.

## Publications
Ces expositions sont généralement accompagnées de publications :
- Anne de Chefdebien (dir.) et Nicolas Botta-Kouznetzoff (dir.) (préf. M. François Hollande, président de la République, grand maître de l'ordre de la Légion d'honneur et de l'ordre national du Mérite - Général d'armées Jean-Louis Georgelin, grand chancelier de la Légion d'honneur), De Gaulle et le Mérite : Création d'un ordre républicain, HM éditions, 2013 (1re éd. 2013), 112 p., 220 × 270 mm (ISBN 978-2-903104-25-2 et 2-903104-25-5)
- Jean Tulard (dir.) (préf. Général d'armées Jean-Louis Georgelin, grand chancelier de la Légion d'honneur), La Berlin de Napoléon : Le mystère du butin de Waterloo, Paris, Albin Michel, 2012 (1re éd. 2012), 312 p., 277 × 207 mm (ISBN 978-2-226-20813-2, présentation en ligne)
- Anne de Chefdebien (dir.) et Laurence Wodey (dir.) (préf. Général d'armées Jean-Pierre Georgelin, grand chancelier de la Légion d'honneur), Écrins impériaux : Splendeurs diplomatiques du Second Empire, Société des amis du musée national de la Légion d'honneur et des ordres de chevalerie, 2011 (1re éd. 2011), 228 p., 222 × 280 mm (ISBN 978-2-901644-17-0 et 2-901644-17-1)
- Anne de Chefdebien (dir.) et Laurence Wodey (dir.) (préf. Général d'armées Jean-Pierre Kelche, grand chancelier de la Légion d'honneur), Honneur & Gloire : Les trésors de la collection Spada, Paris, Société des amis du musée national de la Légion d'honneur et des ordres de chevalerie, 2008 (1re éd. 2008), 360 p., 214 × 298 (ISBN 978-2-901644-16-3 et 2-901644-16-3)
- Anne de Chefdebien, L'Égypte et les décorations, Musée national de la Légion d'honneur et des ordres de chevalerie, 1998, 32 p. (Cahiers du Musée, no 1)
- Anne de Chefdebien (dir.) et Jean-Marcel Humbert (dir.), Grands colliers : l'orfèvrerie au service d'un idéal, exposition, Paris, Musée national de la Légion d'honneur et des ordres de chevalerie, 3 juin-16 novembre 1997, Société des amis du Musée national de la Légion d'honneur, 1997, 126 p.
- Isabelle du Pasquier et Luc Georget, L'Aiglon : exposition, Musée national de la Légion d'honneur et des ordres de chevalerie, 20 mars-13 juin 1993, HM, 1993, 95 p.
- Isabelle du Pasquier et Anne de Chefdebien, L'ordre de Malte et la France : de 1530 à nos jours : exposition, 22 décembre 1988-19 mars 1989, Musée national de la Légion d'honneur et des ordres de chevalerie, Musée national de la Légion d'honneur et des ordres de chevalerie, 1989, 151 p.
- Isabelle du Pasquier, Le Prince impérial : 1856-1879 : exposition, 8 décembre 1979-2 mars 1980, Musée national de la Légion d'honneur et des ordres de chevalerie, Paris, Musée national de la Légion d'honneur et des ordres de chevalerie, 1979, 59 p. (Numéro spécial de : La Cohorte)
- Claude Ducourtial-Rey, Le Général Catroux : 1877-1969 : exposition commémorative du centenaire de sa naissance, décembre 1977-février 1978, Paris, Musée national de la Légion d'honneur et des ordres de chevalerie, Musée national de la légion d'honneur et des ordres de chevalerie, 1977, 45 p.
- Claude Ducourtial-Rey, La Gloire et l'objet : 6 décembre 1975-29 février 1976, Paris, Musée national de la Légion d'honneur et des ordres de chevalerie, cinquantenaire 1925-1975, Musée national de la Légion d'honneur et des ordres de chevalerie, 1975, 59 p.
- Claude Ducourtial-Rey, Napoléon III raconté par les décorations : 28 novembre 1973-27 janvier 1974, Musée national de la Légion d'honneur et des ordres de chevalerie, Paris, Musée national de la Légion d'honneur et des ordres de chevalerie, 1973, 65-[8] p.
- Claude Ducourtial-Rey, La Renaissance du culte de saint Louis au XVIIe siècle : l'Ordre militaire, la Maison royale de Saint-Cyr : novembre 1970-janvier 1971, Musée national de la Légion d'honneur et des ordres de chevalerie, Paris, Musée national de la Légion d'honneur et des ordres de chevalerie, 1970, 91 p.
- Isabelle du Pasquier, Napoléon et la Légion d'honneur : exposition, Musée national de la légion d'honneur et des ordres de chevalerie, Paris, 20 mars - 20 juin 1968, Société d'entraide des membres de la Légion d'honneur, 1968 (non paginé) (Numéro spécial de : La Cohorte,  (ISSN 1639-8122))

Des fiches de présentation des publications sont consultables dans les ressources documentaires du site du musée (ressources documentaires).

## Société des amis
La société des amis du musée national de la Légion d'honneur et des ordres de chevalerie (SAMNLHOC), a été fondée en 1970 et placée sous le haut patronage de M. le Président de la République, la présidence d'honneur de M. Le Grand Chancelier de la Légion d'honneur et de S.A.I. la princesse Napoléon, reconnue d'utilité publique. Elle « a pour but de contribuer au rayonnement, au développement et à l'enrichissement des collections du musée », édite en propre un bulletin depuis 1990 et des numéros spéciaux, dont le premier est paru en 2014.